# Đồng Hành
Đồng Hành là một tổ chức được sáng lập vào năm 2001 bởi một nhóm sinh viên Việt Nam đang du học tại trường Đại học Bách khoa Paris Pháp (École Polytechnique) nhằm giúp đỡ các sinh viên nghèo có nhiều nỗ lực trong việc học tại Việt Nam. Dự án ban đầu với tên gọi "Quyền được ước mơ, năm 2008, Quỹ học bổng Đồng Hành chính thức trở thành một tổ chức phi chính phủ theo luật 1901 của Pháp. Với tinh thần "Sinh viên vì sinh viên", qua hơn 15 năm hình thành và phát triển, đến ngày hôm nay, quỹ học bổng Đồng Hành được biết đến như một trong những tổ chức từ thiện của sinh viên Việt Nam hoạt động hiệu quả nhất trên thế giới. Với gần 200 thành viên và hơn 3.000 suất học bổng được trao, tương đương với số tiền hơn 6.4 tỷ đồng Viêt Nam, Đồng Hành đã thực sự trở thành một người bạn lớn với nhiều sinh viên hiếu học Việt Nam.
Slogan của Quỹ học bổng Đồng Hành là Bước cùng sinh viên Việt Nam.

## Mục đích và đối tượng của học bổng Đồng Hành

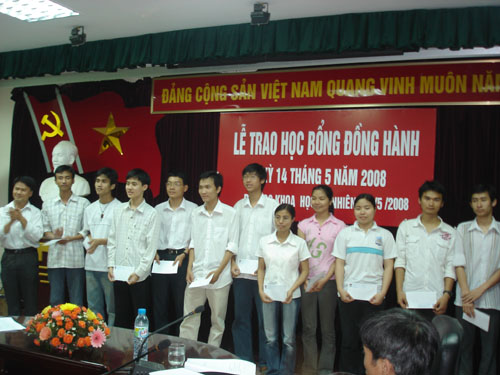
Lễ trao học bổng Đồng Hành tại Hà Nội, ngày 5 tháng 5 năm 2008)

Học bổng Đồng Hành hướng tới các sinh viên năm thứ nhất và năm thứ hai, có hoàn cảnh gia đình đặc biệt khó khăn, có nhiều phấn đấu và thành tích tốt trong học tập (học lực từ khá trở lên). Vào thời điểm hiện tại, học bổng Đồng Hành được trao tại 16 trường Đại học:
1. Đại học Khoa học tự nhiên, Đại học Quốc gia Hà Nội
2. Đại học Bách khoa Hà Nội
3. Đại học Công nghệ, Đại học Quốc gia Hà Nội
4. Đại học Xây dựng (Hà Nội)
5. Đại học Giao thông vận tải (cơ sở 1, Hà Nội)
6. Đại học Bách khoa, Đại học Đà Nẵng
7. Đại học Ngoại ngữ, Đại học Đà Nẵng
8. Đại học Kinh tế, Đại học Đà Nẵng
9. Đại học Sư phạm, Đại học Đà Nẵng
10. Đại học Khoa học tự nhiên, Đại học Quốc gia TP Hồ Chí Minh
11. Đại học Bách khoa, Đại học Quốc gia TP Hồ Chí Minh
12. Đại học Kinh tế – Luật, Đại học Quốc gia TP Hồ Chí Minh
13. Đại học Giao thông vận tải cơ sở 2 (TP Hồ Chí Minh)
14. Đại học Vinh
15. Đại học Đà Lạt
16. Đại học Cần Thơ

Học bổng Đồng Hành được trao 2 lần một năm vào cuối mỗi học kỳ, với trị giá 3.500.000 VNĐ/suất, tương đương 145 euro.
Bên cạnh giúp đỡ các sinh viên, Đồng Hành cũng trao học bổng cho các học sinh lớp 12 đặc biệt khó khăn, có mong ước thi vào Đại học. Hiện tại, thông qua các Hội khuyến học, Đồng Hành trao học bổng này tại Thành phố Hồ Chí Minh và Thừa Thiên Huế.
Việc lựa chọn và giúp đỡ các học sinh phổ thông được phối hợp với các Hội khuyến học tại các tỉnh, thành phố.

## Quá trình phát triển của Đồng Hành
Từ 17 suất học bổng đầu tiên cho sinh viên Đại học Bách Khoa Thành phố Hồ Chí Minh, ngày hôm nay, Đồng Hành đã đến với sinh viên của 16 trường Đại học và học sinh của 6 tỉnh, thành phố trong cả nước (Hà Nôi, TP Hồ Chí Minh, Đà Nẵng, Vinh, Đà Lạt và Cần Thơ).
- 2001: Thành lập quỹ học bổng Đồng Hành, trao 17 suất học bổng tại Đại học Bách Khoa Thành phố Hồ Chí Minh.
- 2002: Học bổng Đồng Hành đến với sinh viên Đại học Khoa Học Tự Nhiên Thành phố Hồ Chí Minh và Đại học Khoa Học Tự Nhiên Hà Nội.
- 2003: Bắt đầu trao học bổng Đồng Hành cho sinh viên Đại học Bách Khoa Hà Nội, trao học bổng cho học sinh lớp 12 tại Huế, Khánh Hòa, TP Hồ Chí Minh và Cà Mau. Thành lập nhóm Đồng Hành ở Lyon, Pháp.
- 2004: Bắt đầu trao học bổng cho sinh viên Đại học Bách Khoa Đà Nẵng.
- 2005: Bắt đầu trao học bổng cho sinh viên Đại học Xây dựng Hà Nội. Thành lập nhóm Đồng Hành tại thành phố Grenoble, Pháp.
- 2006: Quỹ học bổng Đồng Hành được giới thiệu trong chương trình Người Đương Thời của Đài truyền hình Việt Nam [3].
- 2007: Suất học bổng thứ 1000 được trao.
- 02/2008: Thành lập Association ĐỒNG HÀNH theo luật 1901 của Pháp, thành lập nhóm Đồng Hành Anh và Đồng Hành Singapore.
- 01/2009: Đã trao 1205 suất học bổng cho sinh viên trong đó có 32 suất học bổng vừa được trao cho sinh viên đại học Khoa học tự nhiên và Bách Khoa Thành phố Hồ Chí Minh[4][5] và 38 suất cho sinh viên đại học Bách Khoa Hà Nội, đại học Khoa học Tự Nhiên Hà Nội và đại học Xây dựng Hà Nội[6].
- 06/2009: Đồng Hành là một trong 5 tổ chức thiện nguyện được nhận giải thưởng Chim Én[7][8]. Toàn bộ giá trị giải thưởng đã được dành để trao học bổng cho các sinh viên (17 suất). Đồng Hành cũng vinh dự nhận được nhiều khen thưởng (Giải thưởng tập thể danh dự do Đại sứ quán Việt Nam tại Pháp trao, Giải thưởng nhóm sinh viên xuất sắc do hội sinh viên Việt Nam tại Pháp trao, giấy khen của hội khuyến học Thành phố Hồ Chí Minh).
- 2010: Học bổng Đồng Hành được trao cho sinh viên Đại học Ngoại ngữ Đà Nẵng và Đại học Sư Phạm Đà Nẵng.
- 2011: Bắt đầu trao học bổng cho sinh viên Đại học Giao thông vận tải Hà Nội. Đồng Hành kỷ niệm 10 năm thành lập.
- 2012: Bắt đầu trao học bổng cho sinh viên trường Đại học Vinh thông qua hội đồng hương Nghệ Tĩnh ở Paris. Cũng trong năm này, concert Đồng Hành được tổ chức lần đầu tiên và dự kiến sẽ trở thành hoạt động thường niên của Đồng Hành. Học bổng thứ 2000 đã được trao.
- 2013: Giá trị của học bổng được tăng thành 3 triệu đồng cho sinh viên và trao những học bổng đầu tiên cho trường Đại học Giao thông vận tải cơ sở 2 tại TP Hồ Chí Minh.
- 2014: Thành lập Quỹ học bổng Đồng Hành tại Singapore; bắt đầu trao học bổng cho trường Đại học Kinh tế - Luật, Đại học Quốc gia TP HCM và Đại học Đà Lạt. Cũng trong năm 2014, Đồng Hành bắt đầu triển khai chương trình hợp tác với nhóm VKP (Việt Kiều Pháp), hỗ trợ nhóm VKP trao học bổng cho các bạn sinh viên Đồng Hành năm 3,4.
- 2015: Thành lập Quỹ học bổng Đồng Hành tại Taiwan, bắt đầu trao học bổng cho Đại học Cần Thơ.
- 2016: Bắt đầu trao học bổng cho trường Đại học Công nghệ, Đại học Quốc gia Hà Nội và khởi đầu chương trình đỡ đầu cùng Association Les Enfants du Vietnam với 7 bạn sinh viên đầu tiên được nhận sự giúp đỡ; khởi động chương trình làm hồ sơ trực tuyến song song với hồ sơ giấy truyền thống. Tháng 9/2016, Đồng Hành đã tổ chức gala sinh nhật lần thứ 15 với sự tham gia của đông đảo các thành viên, cựu thành viên, cũng như các nhà hảo tâm.